# BREAK IT!
「BREAK IT!」（ブレイク・イット）は、宮野真守の11枚目のシングル。2014年11月12日にキングレコードから発売された。

## 概要
前作「NEW ORDER」から約8ヶ月ぶりのリリースとなる、2014年2枚目のシングル。宮野のシングルとしては初の4曲入り仕様となっている。
表題曲「BREAK IT!」は、テレビアニメ『カードファイト!! ヴァンガードG』のオープニングテーマとして起用されたロックナンバー。アニメのテーマである「未来を切り開く力」や「突破力」から受けた印象を基に制作されている。また、本楽曲にはシンガポールで放映される『カードファイト!! ヴァンガードG』用の主題歌としてレコーディングされた英詞版が存在し、2015年11月18日に発売されたLIVE Blu-ray/DVD『MAMORU MIYANO LIVE TOUR 2015 〜AMAZING!〜』の連動企画で、5thアルバム『FRONTIER』と同時購入すると限定特典として入手することができる。
カップリング曲の「Magic」と「Marshmallow Love」は、文化放送『宮野真守のRADIO SMILE』のオープニングテーマとエンディングテーマにそれぞれ起用されている。「Magic」は作曲を担当したJIN NAKAMURAの誘いが切っ掛けで訪れたロサンゼルスにて収録されたダンスミュージックで、一方の「Marshmallow Love」は宮野の話し声に近い音域が意識されたR&B風のバラードになっている。
「VOICE」は、PS Vita専用ゲーム『プリンス・オブ・ストライド』のテーマソングとして起用され、ゲームの主題であるスポーツ「ストライド」の臨場感と、その中のスローモーションを表現した楽曲に仕上がっている。
表題曲にはPVが作成され、株式会社松井建設ロケサービスの所有する荒野にて撮影が行われた。宮野とカノンのPVに出演したミュージシャンらがバンドスタイルで演奏する姿と、そびえたつ壁に向かって宮野が歌うシーンが交錯する演出となっている。
また、「Magic」のレコーディングとジャケット写真の撮影はロサンゼルスにて行われた。

## 批評
CDジャーナルは、「声が圧倒的に魅力的であり、かつ表現力が豊かである。」と評した。

## 収録曲
| #         | タイトル             | 作詞         | 作曲         | 編曲                          | 時間  |
| --------- | -------------------- | ------------ | ------------ | ----------------------------- | ----- |
| 1.        | 「BREAK IT!」        | STY          | STY          | STY                           | 4:15  |
| 2.        | 「Magic」            | Amon Hayashi | JIN NAKAMURA | JIN NAKAMURA                  | 4:25  |
| 3.        | 「Marshmallow Love」 | 成本智美     | 成本智美     | Kotaro Egami ＆ Justin Moretz | 4:07  |
| 4.        | 「VOICE」            | ucio         | TSUGE        | TSUGE                         | 4:32  |
| 合計時間: | 合計時間:            | 合計時間:    | 合計時間:    | 合計時間:                     | 17:19 |

## 収録アルバム
| 曲名      | 収録作品名   | 発売日        | 備考                               |
| --------- | ------------ | ------------- | ---------------------------------- |
| BREAK IT! | 『FRONTIER』 | 2015年9月16日 |                                    |
| Magic     | 『FRONTIER』 | 2015年9月16日 | Magic (WEST LA REMIX) として収録。 |